# Cylindrus obtusus
Cylindrus obtusus é uma espécie de gastrópode  da família Helicidae
É endémica de Austria.